# Schweighouse-Thann
Schweighouse-Thann – miejscowość i gmina we Francji, w regionie Grand Est, w departamencie Górny Ren.
Według danych na rok 1990 gminę zamieszkiwało 658 osób, a gęstość zaludnienia wynosiła 61 osób/km² (wśród 903 gmin Alzacji Schweighouse-Thann plasuje się na 379. miejscu pod względem liczby ludności, natomiast pod względem powierzchni na miejscu 225.).